# Montchâlons
Montchâlons è un comune francese di 67 abitanti situato nel dipartimento dell'Aisne, della regione dell'Alta Francia.

## Società

### Evoluzione demografica
Abitanti censiti